# كسكستان (باقران)
كسكستان (بالفارسية: کسکستان) هي مستوطنة تقع في إيران في قسم باقران الريفي. يقدر عدد سكانها بـ 34 نسمة .